# أنجين أوزتورك
أنجين أوزتورك (بالتركية: Engin Öztürk)‏ فنان تركي، سرعان ما حقّق جماهيرية واسعة في تركيا والوطن العربي على الرغم من قلة أعماله الفنية حيث كان مسلسل “فاطمة جول” هو ظهوره الأول عبر شاشات الدراما التركية.
ولد أنجين أوزتورك في الأول من مارس لعام 1986م في مدينة اسكيشهير بالقرب من أنقرة وسط الأناضول، هو الابن الرابع لعائلة متوسطة الحال حيث كان والده جندي متقاعد ووالدته ربة منزل، مارس الرياضة منذ طفولته وانضم لفريق كرة الطائرة بالمدرسة لمدة 8 سنوات.
كما أنه عاشق للموسيقى وخاصةً الجاز والعزف الشرقي والبيانو، وعلى الرغم من حلمه بدراسة الموسيقى إلا أنه أحب المسرح وانتقل لإتمام دراسته الجامعية المسرحية في أنقرة، ولكنه مستمع محترف جداً للموسيقى ويعزف بشكل جيد علي آله الكلارينيت.

## حياته الفنية
بدأ مشواره الفني في الأول كعارض أزياء ثم اتجه للتمثيل وقدم عدة مسرحيات التي اكتسب منها خبر واسعة في مجال التمثيل حتى جاءت انطلاقته في مسلسل ما ذنب فاطمة جول؟ (مسلسل) مع النجمة التركية بيرين سات سنة 2012 والذي تم عرضه بالدبلجة إلى العربية باللهجة السورية
و قدم كذلك الكثير من الأعمال في مجال التمثيل

## أعماله
- ما ذنب فاطمة جول؟ (مسلسل)
- حريم السلطان (مسلسل)[4] - الجزء الرابع - بدور الأمير سليم الثاني ابن السلطان سليمان القانوني
- جريمة أنقرة
- طريق الحياة
- الطبقة المخملية
- مسلسل قيامة ارطغرل الجزء الرابع "غون ألب "
- المحافظ "ليفنت"
- منزلي "باريش توناهان"

## روابط خارجية
- أنجين أوزتورك على موقع IMDb (الإنجليزية)
- أنجين أوزتورك على موقع ألو سيني (الفرنسية)
- أنجين أوزتورك على موقع أول موفي (الإنجليزية)
- أنجين أوزتورك على موقع قاعدة بيانات الأفلام السويدية (السويدية)
- أنجين أوزتورك على موقع قاعدة بيانات الفيلم (الإنجليزية)
- أنجين أوزتورك على موقع كينوبويسك (الروسية)
- أنجين أوزتورك على موقع كينوبويسك (الروسية)